# Olbia Calcio 2002-2003
Questa pagina raccoglie le informazioni riguardanti l'Olbia Calcio nelle competizioni ufficiali della stagione 2002-2003.

## Rosa
| N. |                   | Ruolo | Calciatore            |
| -- | ----------------- | ----- | --------------------- |
|    | Italia (bandiera) | C     | Enrico Asara          |
|    | Italia (bandiera) | D     | Riccardo Balzano      |
|    | Italia (bandiera) | C     | Davide Bolognesi      |
|    | Italia (bandiera) | D     | Enrico Braca          |
|    | Italia (bandiera) | P     | Giovanni Coscione     |
|    | Italia (bandiera) | P     | Simone Deliperi       |
|    | Italia (bandiera) | C     | Diego Di Gennaro      |
|    | Italia (bandiera) | C     | Manolo Ermini         |
|    | Italia (bandiera) | C     | Marcello Esposito     |
|    | Italia (bandiera) | A     | Giuseppe Giglio       |
|    | Italia (bandiera) | D     | Gaetano Iossa         |
|    | Italia (bandiera) | C     | Alessandro Manca      |
|    | Italia (bandiera) | C     | Nicola Manunza        |
|    | Italia (bandiera) | D     | Salvatore Elio Melino |

| N. |                    | Ruolo | Calciatore           |
| -- | ------------------ | ----- | -------------------- |
|    | Italia (bandiera)  | C     | Francesco Milia      |
|    | Italia (bandiera)  | C     | Giuseppe Misso       |
|    | Italia (bandiera)  | D     | Marco Mugnaini       |
|    | Italia (bandiera)  | D     | Carlo Nativi         |
|    | Italia (bandiera)  | A     | Pierpaolo Nodari     |
|    | Italia (bandiera)  | D     | Alfredo Ottolina     |
|    | Italia (bandiera)  | P     | Luca Pastine         |
|    | Italia (bandiera)  | C     | Giovanni Pittalis    |
|    | Italia (bandiera)  | D     | Andrea Polizzano     |
|    | Italia (bandiera)  | A     | Giovanni Maria Rassu |
|    | Camerun (bandiera) | A     | Laurent Sanda        |
|    | Italia (bandiera)  | A     | Gianluca Siazzu      |
|    | Italia (bandiera)  | D     | Giovanni Spanu       |